# Val-de-Scie
Val-de-Scie – gmina we Francji, w regionie Normandia, w departamencie Sekwana Nadmorska. W 2016 roku liczba ludności wynosiła 2594 mieszkańców. 
Gmina została utworzona 1 stycznia 2019 roku z połączenia trzech ówczesnych gmin: Auffay, Cressy oraz Sévis. Siedzibą gminy została miejscowość Auffay. 